# Нортвест-Гарвіч (Массачусетс)
Нортвест-Гарвіч (англ. Northwest Harwich) — переписна місцевість (CDP) в США, в окрузі Барнстебел штату Массачусетс. Населення — 4296 осіб (2020).

## Географія
Нортвест-Гарвіч розташований за координатами 41°41′37″ пн. ш. 70°6′19″ зх. д. / 41.69361° пн. ш. 70.10528° зх. д. (41.693632, -70.105298).  За даними Бюро перепису населення США в 2010 році переписна місцевість мала площу 24,75 км², з яких 20,68 км² — суходіл та 4,07 км² — водойми.

## Демографія
Згідно з переписом 2010 року, у переписній місцевості мешкало 3929 осіб у 1708 домогосподарствах у складі 1062 родин. Густота населення становила 159 осіб/км².  Було 3425 помешкань (138/км²).
Расовий склад населення:
| - 91,9 % — білих - 1,9 % — чорних або афроамериканців - 0,6 % — корінних американців - 0,4 % — азіатів - 0,1 % — вихідців з тихоокеанських островів - 3,1 % — осіб інших рас |

До двох чи більше рас належало 1,9 %. Частка іспаномовних становила 1,6 % від усіх жителів.
За віковим діапазоном населення розподілялося таким чином: 16,7 % — особи молодші 18 років, 58,0 % — особи у віці 18—64 років, 25,3 % — особи у віці 65 років та старші. Медіана віку мешканця становила 50,4 року. На 100 осіб жіночої статі у переписній місцевості припадало 88,2 чоловіків;  на 100 жінок у віці від 18 років та старших — 86,1 чоловіків також старших 18 років.
Середній дохід на одне домашнє господарство  становив 86 266 доларів США (медіана — 60 765), а середній дохід на одну сім'ю — 114 970 доларів (медіана — 85 702). Медіана доходів становила 53 807 доларів для чоловіків та 40 625 доларів для жінок. За межею бідності перебувало 7,3 % осіб, у тому числі 11,4 % дітей у віці до 18 років та 8,1 % осіб у віці 65 років та старших.
Цивільне працевлаштоване населення становило 1866 осіб. Основні галузі зайнятості: мистецтво, розваги та відпочинок — 20,1 %, освіта, охорона здоров'я та соціальна допомога — 20,0 %, роздрібна торгівля — 14,2 %, науковці, спеціалісти, менеджери — 12,1 %.